# Tripos de mathématiques

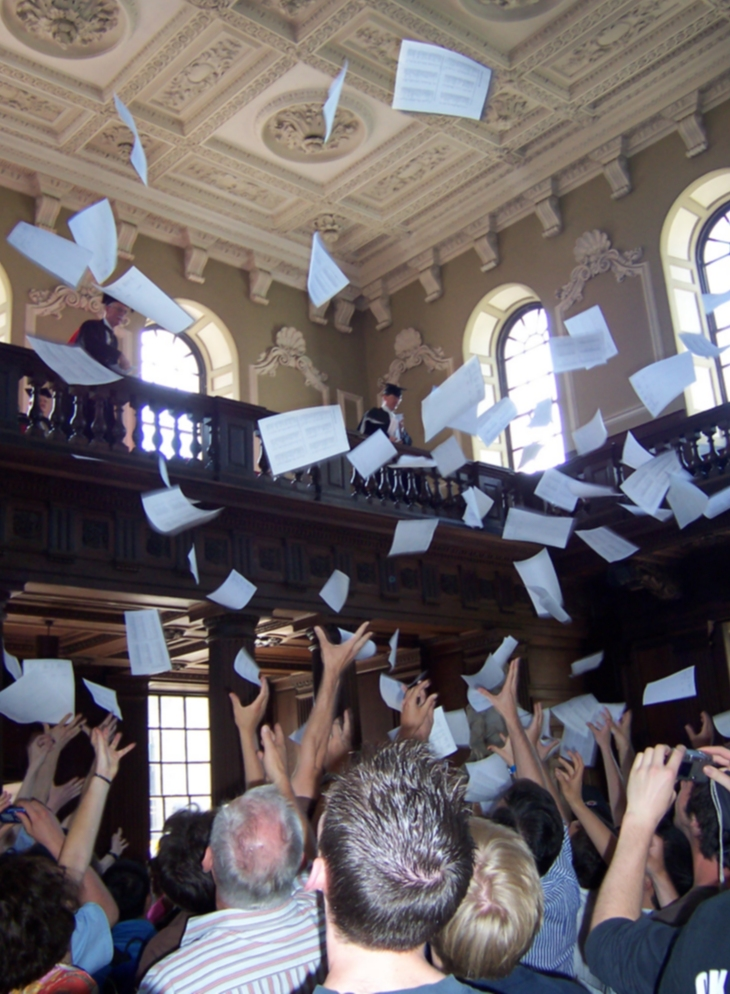
Les résultats des 2e et 3e parties des épreuves du Tripos de mathématiques sont annoncés solennellement au Senate House, de l'université, puis jetés au public depuis le balcon.

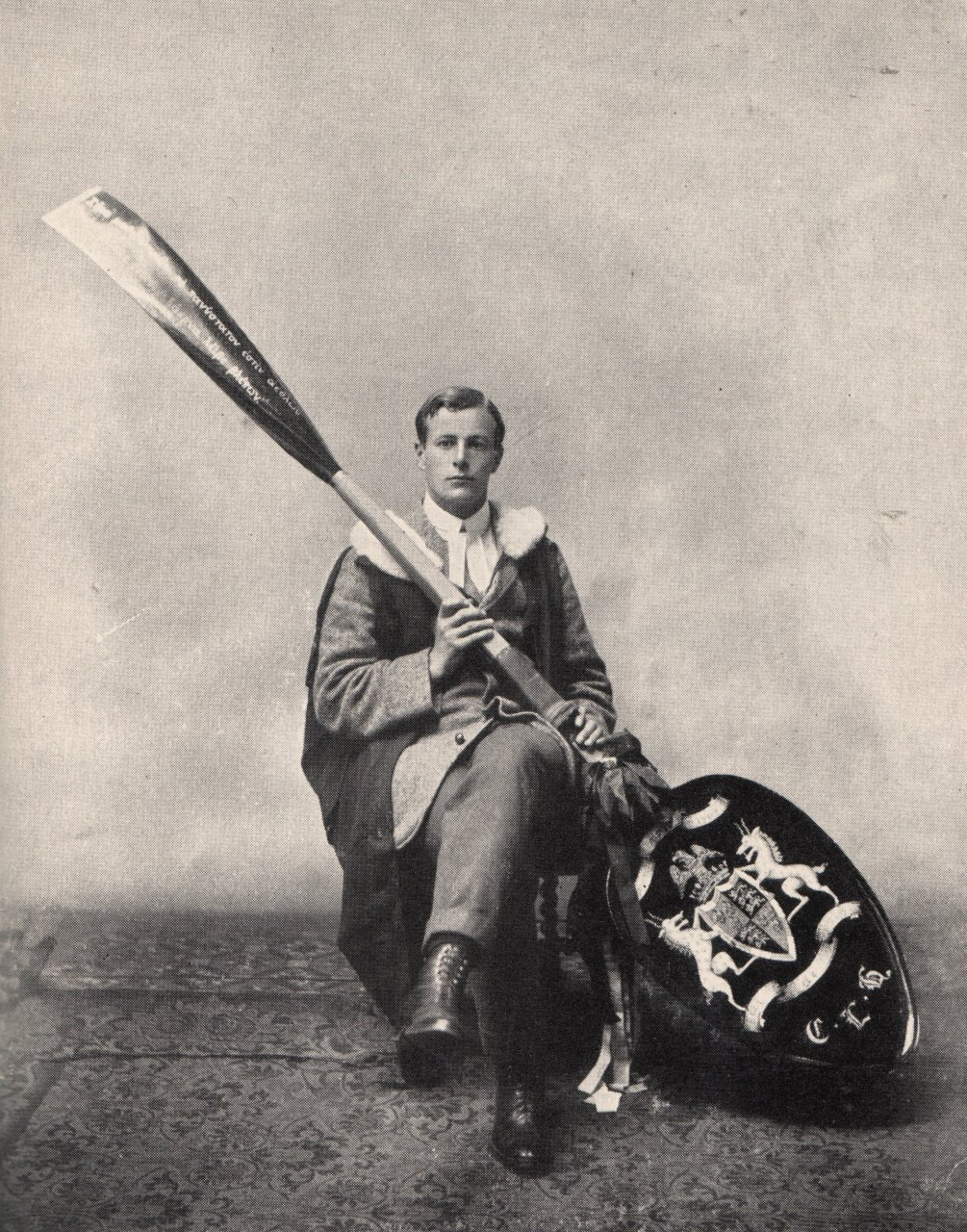
Un anti-trophée : la cuillère de bois ou wooden spoon (d'après Stokes, 1927).

Le Tripos de mathématiques (en anglais, Mathematical Tripos) est le cours de mathématiques donné à l'université de Cambridge. C'est une institution en Angleterre, qui s'accompagne de rituels (le titre de Wrangler, la cuillère de bois) et qui a connu ses gloires, dont beaucoup se sont fait un nom en physique mathématique.

## Histoire

### Origines
Le tripos (tabouret suisse à trois pieds) désigne au XVIe siècle le siège sur lequel trône le doyen d'un collège. Dans la tradition des « disputes », ou controverses médiévales (en latin disputatio, en anglais wrangle), ce doyen pose les termes d'un débat aux étudiants (la thèse et l'antithèse), à charge pour les impétrants de présenter les arguments « pour » et « contre » en bon latin. C'est ainsi qu'au fil des décennies, les étudiants de Cambridge en vinrent à qualifier leurs examinateurs de « Mr Tripos », les épreuves écrites des examens étant qualifiés de « tripos papers ».
Dans la forme classique qu'il prit au cours du XIXe siècle, le mathematical tripos était un examen bien à part des étudiants de deuxième année de l'Université de Cambridge : de 1780 à 1909, ces « Old Tripos », dont les énoncés étaient d'une difficulté reconnue, se concluaient par la publication du classement des étudiants ayant passé les épreuves : on peut donc le voir comme une forme de concours. La presse nationale se faisait l'écho des résultats, dont les héros étaient les premiers classés, les Wranglers, et notamment l'étudiant classé premier, le Senior Wrangler (SW). Par opposition, l'élève ayant obtenu les plus mauvais résultats reçoit une cuillère de bois (Wooden Spoon, WS).

### Débuts
L'origine de ce cycle d'examens se trouve dans une double évolution qui touche l'enseignement universitaire anglais vers le milieu du XVIIIe siècle : d'une part, la substitution graduelle de compositions écrites aux traditionnelles interrogations orales pour les examens de licence ; d'autre part le recul des controverses en latin au profit d'épreuves de mathématiques : car on estimait que tout candidat de l'université, quel que soit le diplôme, se devait de posséder au moins un vernis de mathématiques. 
Les examens se déroulent sur trois semaines, et consistent en une dizaine d'épreuves écrites d'une durée de trois heures. Les premiers classés à ces épreuves écrites reçoivent le titre de Wrangler : le major est appelé Senior Wrangler, le suivant dans l'ordre du classement Second Wrangler, etc. Selon une tradition, la ville natale du Senior Wrangler organise une cérémonie en son honneur. Avec le prestige croissant de cette institution, la compétition devient plus rude. Face à des épreuves de plus en plus sélectives, les heures de cours de l'université ne suffisent plus à couvrir le spectre des connaissances requises pour les épreuves, et surtout elles n'offrent aucun entraînement.

### Wranglerset leurs répétiteurs

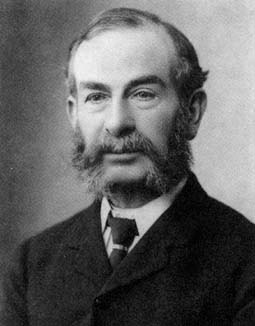
Edward J. Routh (1831-1907), senior wrangler en 1854, était l'un des répétiteurs les plus cotés de Cambridge.

Le niveau technique requis des candidats est élevé, et la pression due au temps limité des épreuves, considérable. C'est ainsi que Francis Galton renonce à passer les épreuves à la suite d'une dépression nerveuse en 1844. Un entraînement astucieusement orienté vers les questions les plus courantes peut permettre de gagner un avantage décisif aux épreuves. C'est ainsi que se développe peu à peu un système de bachotage, de coaching payant, en marge des cours officiels de l'université et des collèges. Parallèlement, les épreuves se structurent en bookwork (le plus souvent des théorèmes ou des résultats à connaître par cœur) et rider (exercices et problèmes permettant de tester la compréhension du « bookwork »). 
Très vite, le prestige des wranglers retombe sur leurs répétiteurs, dont certains, comme William Hopkins ou Edward Routh, sont de véritables faiseurs de wranglers : largement rémunérés, ils acquièrent un statut para-académique. Il n'était pas rare que les étudiants anglais détenant déjà un premier diplôme de mathématiques viennent à Cambridge passer le Tripos en tant que second diplôme.

### Réforme de 1909
Le physicien Joseph John Thomson, directeur du laboratoire Cavendish, avait déjà tenté dans les années 1890 d'aménager le cursus de mathématiques en lui associant une pratique de physique expérimentale, mais l'université repoussa cette idée. Au début du XXe siècle, le nombre d'étudiants inscrits au tripos s'effondre. Selon A. Warwick, cette évolution tient d'une part au succès croissant de la physique expérimentale, qui se reflète dans l'attrait du laboratoire Cavendish ; elle tient aussi à la dévalorisation du diplôme, qui n'est plus un garant de réussite sociale ; elle tient enfin à l'évolution des mathématiques elles-mêmes, la recherche en mathématiques pures devenant de plus en plus spécialisée. Hardy a violemment critiqué l'extrême technicité du Tripos et sa déconnexion par rapport à la réalité de la recherche.
Entre 1907 et 1909, les autorités se décident à revoir le principe du concours. La réforme est confiée aux professeurs A. R. Forsyth et G. H. Hardy, qui font adopter le principe d'un examen et rétablissent un système de cours à nouveau intégrés à l'université.

## Influence
Selon l'historien britannique Andrew Warwick, la préparation aux épreuves du tripos a joué un rôle considérable sur le développement des sciences dans l'Angleterre victorienne : elle a suscité l'essor des mathématiques mixtes (qui devinrent par la suite « mathématiques appliquées » et « physique mathématique »), renouvelé l'enseignement des mathématiques en mettant l'accent sur la maîtrise du calcul algébrique, suscité des vocations scientifiques dans des domaines tels que l'astronomie, et facilité la réception de nouvelles théories physiques, en particulier l'électromagnétisme et l'élasticité mathématique.
Cette influence persiste de nos jours. Dans le cursus de Cambridge, le tripos a été un puissant facteur de promotion de l'approche mathématique dans les sciences, telle que la proposait la faculté de mathématiques de l'université. G. H. Hardy, qui a joué un rôle de premier plan à cet égard, se fit le chantre des mathématiques pures. Les deux premières années de mathématiques à Cambridge reflètent encore aujourd'hui la tradition du tripos : la capacité à résoudre des exercices en temps limité est régulièrement évaluée par un examen tous les trimestres, bien qu'on ait écarté depuis des années les exercices réputés infaisables.

## L'épreuve duMathematical Triposaujourd'hui
De nos jours, le Tripos de mathématiques est un cursus de premier cycle (undergraduate) en trois ans (Parties IA, IB et II) qui donne droit au diplôme de Bachelor of Arts (baccalauréat ès arts), et une quatrième année optionnelle (Partie III) sanctionné par un Master of Mathematics (maîtrise ès mathématiques). L'évaluation se fait essentiellement par des épreuves écrites à la fin de l'année universitaire, plus quelques devoirs à partir de la deuxième année.
Au cours des deux premières années, les étudiants sont censés suivre environ douze heures de cours par semaine en moyenne, plus deux sessions de travaux dirigés. Ces travaux dirigés[pas clair] se déroulent en sessions au cours desquelles des binômes traitent complètement par eux-mêmes un problème évoqué en cours, avec l'aide d'un enseignant ou d'un étudiant d'un cycle supérieur. Il faut environ une dizaine d'heures pour traiter un de ces problèmes, mais la durée dépend évidemment des aptitudes de l'étudiant.
Pendant les deux premières années (Parties IA et IB) l'horaire des cours est rigide, et le choix des étudiants est limité. Ces cours de tronc commun couvrent les mathématiques pures (algèbre et analyse), les mathématiques appliquées (électromagnétisme, relativité restreinte, mécanique quantique et mécanique des fluides), et les statistiques.
En troisième année (IIe partie), le choix de cours est plus grand et l'étudiant en profite en principe pour commencer à se spécialiser entre les mathématiques pures et les mathématiques appliquées.

### QuelquesWranglerscélèbres
- George Biddell Airy, Senior Wrangler en 1823
- George Gabriel Stokes, Senior Wrangler en 1841
- Arthur Cayley, Senior Wrangler en 1842
- Peter Guthrie Tait, Senior Wrangler en 1852
- James Clerk Maxwell, Second Wrangler en 1854
- William Kingdon Clifford, Second Wrangler en 1867
- Lord Rayleigh, Senior Wrangler en 1868, est probablement le lauréat le plus célèbre[pourquoi ?]
- Horace Lamb, Second Wrangler en 1872
- William Burnside, Second Wrangler en 1875
- Karl Pearson Third Wrangler en 1879
- J. J. Thomson, Second Wrangler en 1880
- Andrew Russell Forsyth, Senior Wrangler 1881, devint professeur de Cambridge et fut à ce titre l'un des pères de la réforme du tripos.
- Augustus Edward Hough Love, Second Wrangler en 1885
- Edmund Taylor Whittaker, Second Wrangler en 1895
- J. E. Littlewood, l'un des derniers Senior Wrangler « à l'ancienne »
- G. H. Hardy
- George Neville Watson, Senior Wrangler en 1907
- Sarah Woodhead, première femme à passer le Tripos, Senior Optime en 1873
- Philippa Fawcett, première femme classée au-dessus du Senior Wrangler en 1890

### Monographies
- Andrew Warwick, « À Cambridge, deux mondes s'opposent », La Recherche, Sté d'éditions scientifiques « 300 ans de science », no 300,‎ juil-août 1997,, p. 70-75
- (en) Andrew Warwick, Masters of theory : Cambridge and the rise of mathematical physics, Chicago, University of Chicago press, 2003, 572 p. (ISBN 0-226-87375-7, lire en ligne).
- (en) Leonard Roth, « Old Cambridge Days », American Mathematical Monthly, no 78,‎ 1971, p. 223–236.
- George Shoobridge Carr : Synopsis of Pure Mathematics, 1886.

Le Tripos de mathématiques était une véritable institution de l'Angleterre victorienne, et plusieurs personnalités de premier plan y ont participé. Plusieurs universitaires s'y sont également intéressé, ainsi :
- (en) John Gascoigne, « Mathematics and Meritocracy: The Emergence of the Cambridge Mathematical Tripos », Social Studies of Science, no 14,‎ 1984, p. 547–584
- (en) Nicholas Griffin; Albert C. Lewis, « Bertrand Russell's Mathematical Education », Notes and Records of the Royal Society of London, no 44,‎ 1990, p. 51–71.
- (en) Christopher Stray, « The Shift from Oral to Written Examination: Cambridge and Oxford 1700–1900 », Assessment in Education: Principles, Policy & Practice, no 8,‎ 2001, p. 33–50.

### Recueils de souvenirs
Deux candidats des épreuves des années 1870 publièrent chacun à la fin de leur carrière des récits très contrastés des Old Tripos (l'un méprisant, l'autre élogieux). Andrew Forsyth, Senior Wrangler en 1881, devint professeur à Cambridge et fut l'un des responsables de la réforme de 1909 ayant conduit aux New Tripos. Karl Pearson, Third Wrangler en 1879, passa, lui, tout le reste de sa carrière hors de Cambridge.
- (en) A. R. Forsyth, « Old Tripos Days in Cambridge », Mathematical Gazette, vol. 19,‎ 1935, p. 162-179 (lire en ligne)
- Karl Pearson, « Old Tripos Days at Cambridge, as Seen from Another Viewpoint », 20, Mathematical Gazette, 1936, p. 27-36
- J. J. Thomson, Recollections and Reflections, Londres, G. Bell, 1936J. J. Thomson fut Second Wrangler en 1880.
- John Edensor Littlewood, Littlewood's Miscellany, Cambridge University Press, 1986 (lire en ligne)J. E. Littlewood fut l'un des derniers Senior Wrangler « à l'ancienne ».
- Godfrey Harold Hardy, L'Apologie d'un mathématicien (autobiographie) [« A Mathematician's Apology »], Éditions Belin, 1940, 191 p. (ISBN 2-7011-0530-7, lire en ligne).